# 堺市立光竜寺小学校
堺市立光竜寺小学校（さかいしりつ こうりゅうじしょうがっこう）は、大阪府堺市北区にある公立小学校。
新金岡地区が住宅地として開発されたことに伴い、堺市立新金岡小学校より分離する形で1967年11月15日に開校した。
校名は、校区を流れる光竜寺川からとられた。光竜寺川は西除川支流の準用河川だが、ニュータウンの開発の際に元の井関川から光竜寺川に改称している。古代の長尾街道沿いに高隆寺があったと伝えられ、井関川にかかる橋が高隆寺橋と呼ばれていたという伝承が伝えられていたことから、同じ読みで漢字を変えて川の名称を光竜寺に変更し、また学校の名前にも採用した。

## 通学区域
- 堺市北区 南花田町（233-3･20から23及び235から275番地を除く[1]）、新金岡町3丁2街区～8街区

卒業生は堺市立金岡北中学校に進学する。

## 著名な出身者
- 寺本勲 - 声優
- 谷村美月 - 女優
- 陸奥賢 - コモンズ・デザイナー

## 交通
- Osaka Metro御堂筋線 新金岡駅 北東へ約1km。